# Les Têtes de chiens
Pour plus de détails, voir Fiche technique et Distribution.
Les Têtes de chiens (titre original tchèque : Psohlavci) est un film dramatique tchécoslovaque réalisé par Martin Frič, sorti en 1955.
Le film est une adaptation du roman Psohlavci (cs) d'Alois Jirásek publié en 1884. Il a été présenté au Festival de Cannes 1955.

## Fiche technique
- Titre : Les Têtes de chiens
- Titre original : Psohlavci
- Réalisation : Martin Frič
- Scénario : Martin Frič et Jirí Maránek d'après le roman d'Alois Jirásek
- Musique : E.F. Burian et Vlastimil Pinkas
- Photographie : Jan Stallich
- Montage : Jan Kohout
- Société de production : Studio Umeleckých Filmu Praha
- Pays :  Tchécoslovaquie
- Genre : Drame et historique
- Durée : 97 minutes
- Dates de sortie : 
  -  Tchécoslovaquie : 25 mars 1955

## Distribution
- Vladimír Ráz : Jan Sladký-Kozina
- Jana Dítetová : Hancí
- Jarmila Kurandová : la mère
- Zdeněk Štěpánek
- Frantisek Kovárík : Krystof Hrubý
- Ladislav Pešek : Rehurek
- Jirina Steimarová : Dorla
- Jaroslav Prucha : Pribek
- František Smolík : Pribek, senior
- Jana Stepánková : Manka
- Bohumil Svarc : Serlovský
- Jirí Dohnal : Adam Ecl Ctverák
- Jaroslav Vojta : Pajdár
- Milos Nedbal : Lamminger z Abenreuthu
- Milos Kopecký : Kos, le directeur
- Marie Brozová
- Marta Fricová : Barbora
- Felix le Breux

## Distinctions
Le film a été présenté en sélection officielle en compétition au Festival de Cannes 1955.